# Oscilação híbrida inferior
Em física de plasma, uma oscilação híbrida inferior é uma oscilação longitudinal de íons e elétrons em um plasma magnetizado.  A direção de propagação deve ser quase perpendicular ao campo magnético estacionário, dentro de cerca de √me/mi radianos.  Caso contrário, os elétrons podem se mover ao longo das linhas de campo rápido o suficiente para proteger as oscilações de potencial.  Caso contrário, os elétrons podem se mover ao longo das linhas de campo rápido o suficiente para proteger as oscilações de potencial.  A frequência de oscilação é 
{\displaystyle \omega =[(\Omega _{i}\Omega _{e})^{-1}+\omega _{pi}^{-2}]^{-1/2}},
onde Ωi é a frequência do ciclotron de íon, Ωe é a frequência de ciclotron do elétron e ωpi é a frequência plasmática do íon.  Isto é a oscilação híbrida inferior, assim chamado porque é um “híbrido”, ou mistura, de duas frequências. Há também uma frequência híbrida superior e oscilação híbrida superior. 
A oscilação híbrida inferior é incomum porque as massas de íons e elétrons desempenham um papel igualmente importante.  Este modo é relativamente sem importância na prática porque a orientação precisa necessária em relação ao campo magnético raramente é alcançada.  As exceções são o uso de ondas híbridas inferiores aquecendo e impulsionando a corrente em plasmas de fusão, e a instabilidade de deriva híbrida inferior, que foi considerada uma determinante importante do transporte na configuração invertida em campo (mas não foi encontrado experimentalmente).